# Cultrichthys
Genre
Cultrichthys est un genre de poissons téléostéens de la famille des Cyprinidae et de l'ordre des Cypriniformes. Le genre Cultrichthys est monotypique, c'est-à-dire qu'il ne comprend qu'une seule espèce, Cultrichthys compressocorpus. L’espèce se rencontre uniquement dans les lac Xinkaihu et Lac Jinbohu en Chine.

## Liste des espèces
Selon FishBase (23 août 2015):
- Cultrichthys compressocorpus (Yih & Chu, 1959)